# پورت منزفیلد (تگزاس)
پورت منزفیلد، تگزاس(به انگلیسی: Port Mansfield, Texas) شهری در ایالت تگزاس از ایالات جنوبی ایالات متحده آمریکا است. در سرشماری سال ۲۰۰۰، جمعیت این شهر ۴۱۵ نفر اعلام شد.